# 소걸아: 취권의 창시자
《소걸아: 취권의 창시자》(蘇乞兒, True Legend)는 중국에서 제작된 원화평 감독의 2010년 액션, 드라마, 판타지 영화이다. 조문탁 등이 주연으로 출연하였고 강지강 등이 제작에 참여하였다.

## 출연
- 조문탁 - 소찬 역
- 주걸륜 - 무신 역
- 저우쉰 - 원영 역
- 안지걸 - 원열 역
- 양자경 - 의원 역
- 유가휘 - 도사 역

### 조연
- 양가인
- 데이빗 캐러딘

## 기타
- 무술감독: 원신의
- 무술감독: 원상인
- 의상: 해중문
- 무술연출: 원화평